# NK Ljubljana
Le NK Ljubljana était un club de football de la ville de Ljubljana en Slovénie. 
Il est fondé en 1909 avant d'être dissous en 2005 en raison de difficultés financières. À la suite de la disparition du NK Ljubljana en 2005, le club du FC Ljubljana est créé.

## Historique
- 1909 : fondation du club sous le nom de SK Hermes
- 1929 : le club est renommé ŽSK Hermes
- 1945 : le club est renommé NK Železničar
- 1953 : le club est renommé ŽNK Ljubljana
- 1991 : le club est renommé NK Ljubljana
- 2005 : le club arrête ses activités

## Anciens joueurs
- Milenko Ačimovič
- Saša Gajser
- Primož Gliha
- Srečko Katanec
- Željko Milinovič